# ASTech

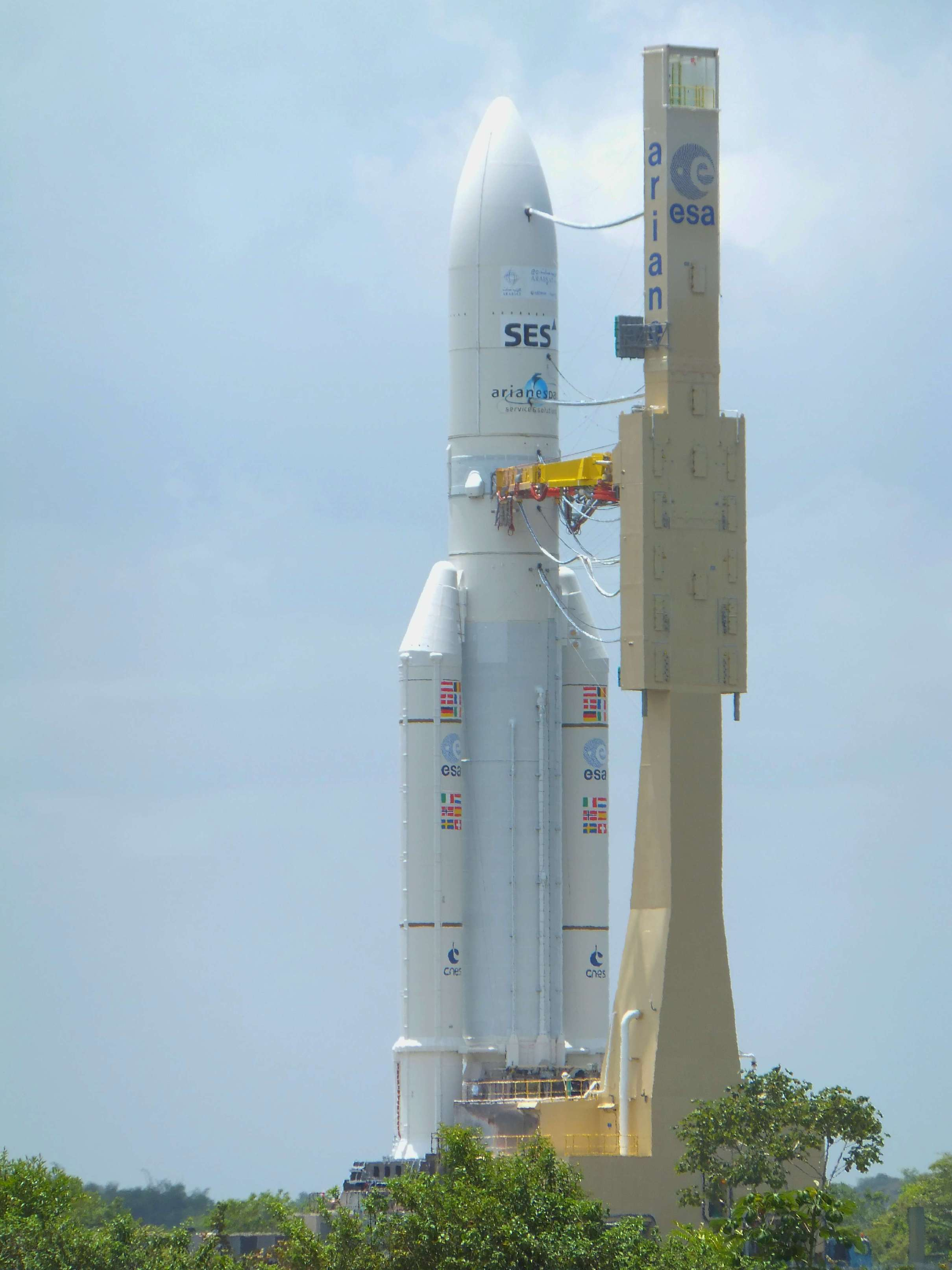
Ariane 5.

ASTech és un clúster de competitivitat francès especialitzat en aeronàutica, aeroespacial i sistemes encastats creat l'any 2007. Està geogràficament centrat a la regió d'Illa de França. Els seus membres es reuneixen cada dos anys a l'octubre a la convenció empresarial "AeroSpaceDays Paris" per reunir-se amb tots els actors globals de la indústria aeronàutica i espacial en reunions de treball preprogramades.
ASTech Regió de París té l'estatus d'organització sense ànim de lucre. La seva seu central es troba a l'aeroport de Paris-Le Bourget.